# Ascalaphus libelluloides
Ascalaphus libelluloides är en insektsart som beskrevs av Jacob Christian Schäffer 1763. Ascalaphus libelluloides ingår i släktet Ascalaphus och familjen fjärilsländor. Inga underarter finns listade i Catalogue of Life.